# Coccoloba acuminata
Coccoloba acuminata är en slideväxtart som beskrevs av Carl Sigismund Kunth. Coccoloba acuminata ingår i släktet Coccoloba och familjen slideväxter. Inga underarter finns listade i Catalogue of Life.